# Maybeshewill
Maybeshewill is een Engelse postrockband gevormd in Leicester. Hun muziek combineert elektronische muziek en samples met meer traditionele rockelementen als elektrische gitaar, basgitaar en drums. De muziek is grotendeels instrumentaal, hoewel er wel samples met gesproken tekst gebruikt worden.
De band was aanvankelijk actief van 2005 tot 2016. In 2018 speelde de band een eenmalige show. In januari 2020 kondigde de band aan weer te gaan touren en aan nieuw materiaal te werken.

## Samples en verwijzingen
Maybeshewill gebruikte veel samples waarin gesproken tekst te horen is, vaak citaten uit films. Ook bevatten titels van nummers verwijzingen naar films. Het nummer "Not For Want of Trying" van het gelijknamige album bevat grote delen van een monoloog uit de film Network uit 1976.
Het album Sing the Word Hope in Four-Part Harmony bevat meerdere filmteksten en een tekst gebaseerd op een krantenartikel. In het nummer "Co-Conspirators" is een tekst uit The Verdict uit 1982 verwerkt en "Our History Will Be What We Make of It" bevat teksten van journalist Edward R. Murrow uit Good Night, and Good Luck (2005) en een stuk uit Young Winston (1972). "This Time Last Year" bevat een gesprek uit de filosofische comedyfilm I Heart Huckabees uit 2004. Het nummer "Sing the Word Hope in a Four-Part Harmony" is een bewerking van een artikel uit The Guardian uit 2008 over de financiële crisis.
De titel van het album I Was Here For a Moment, Then I Was Gone is een citaat uit de film The Lovely Bones uit 2009.

## Bandleden
- James Collins – drums
- Matthew Daly – keyboard
- John Helps – gitaar
- Robin Southby – gitaar
- Jamie Ward – basgitaar

## Discografie

### Albums
- Not For Want of Trying (Field Records, mei 2008)
- Sing the Word Hope in Four-Part Harmony (Field Records, juni 2009)
- I Was Here For a Moment, Then I Was Gone (Function Records, mei 2011)
- Fair Youth (Superball Music, augustus 2014)
- No Feeling Is Final (2021)